# Sange fra baggrunden
|  | Denne artikel er oprettet af botten PalnaBot ud fra en ekstern database. Den kan derfor have sproglige fejl eller mangler. Denne skabelon kan fjernes efter kontrol af indholdet. |

Sange fra baggrunden er en film fra 2006 instrueret af Henrik Busacker.

## Handling
Maria bor alene i et sommerhus efter sin skilsmisse. Men freden og roen som hun håbede på at finde erstattets af en stigende grad af paranoia. Det virker som om, hendes naboer forsøger at fortælle hende noget. Maria har mareridt og føler sig overvåget. Snart udvikler mareridtene sig til virkelighed, da hun begynder at modtage mærkelige telefonopringninger og har syner om sin døde datter. Marias gamle gymnasieven finder hende i sommerhuset og minder hende om fortidens frygtelige sandheder.